# Cabuya (Coclé)
Cabuya es un corregimiento del distrito de Antón en la provincia de Coclé, República de Panamá. La localidad tiene 2.119 habitantes (2010).
El origen del nombre de este corregimiento se debe a la existencia de una planta llamada “cabuya” parecida a la pita, de la cual se obtenía hilo, materia prima para confeccionar los sombreros típicos de la zona.